# 朱雀 (奈良市)
朱雀（すざく）は、奈良市の北部にある地区である。
平城・相楽ニュータウンの一部を構成しており、朱雀一丁目から朱雀六丁目まである。

## 地勢

### 位置
奈良市及び奈良県の北端に位置し、西は奈良市右京、東は奈良市左京、北は京都府木津川市相楽台、南は奈良市歌姫町に接している。

### 範囲
住所上での朱雀一丁目から朱雀六丁目までを指す。

### 人口
平成27年4月1日現在人口は6,617人と推定される。

## 交通

### 鉄道
朱雀三丁目に近鉄京都線高の原駅がある。

### バス
地区内には6箇所バス停がある。いずれも、運行会社は奈良交通である。
| 停留場名     | 所在地                            | 系統                       |
| ------------ | --------------------------------- | -------------------------- |
| 朱雀二丁目   | 西行：朱雀二丁目 東行：朱雀三丁目 | 5,6,16,17,30,31,33,115,117 |
| 朱雀第一住宅 | 北行：朱雀二丁目 南行：朱雀五丁目 | 6,16,17,30,31,33,115,117   |
| 朱雀こども園 | 北行：朱雀一丁目 南行：朱雀六丁目 | 6,16,17,30,31,33,115,117   |
| 朱雀六       | 西行：朱雀一丁目 東行：朱雀六丁目 | 6,16,17,30,31,33,115,117   |
| 朱雀五丁目   | 西行：朱雀五丁目 東行：朱雀四丁目 | 5,16,17                    |
| 朱雀四丁目   | 西行：朱雀五丁目 東行：朱雀四丁目 | 5,16,17                    |